# Mărtinești, Satu Mare
Mărtinești, colocvial Sânmartin, este un sat în comuna Odoreu din județul Satu Mare, Transilvania, România. Se află pe DN19F.

 Acest articol despre o localitate din județul Satu Mare este deocamdată un ciot. Puteți ajuta Wikipedia prin completarea lui.